# Silvia Parente
Silvia Parente (Milaan, 29 september 1969) is een Italiaans voormalig alpineskiër. Op de Paralympische Spelen heeft ze tussen 1992 en 2006 vijf medailles gewonnen, waaronder een gouden medaille op het onderdeel reuzenslalom voor visueel gehandicapten.

## Paralympische medailles
| Evenement        | Resultaat | Onderdeel    |
| ---------------- | --------- | ------------ |
| Lillehammer 1994 | brons     | Slalom B1-2  |
| Turijn 2006      | goud      | Reuzenslalom |
| Turijn 2006      | brons     | Super-G      |
| Turijn 2006      | brons     | Afdaling     |
| Turijn 2006      | brons     | Slalom       |